# USS Paul Jones (DD-230)
Pour les autres navires du même nom, voir USS Paul Jones.
L'USS Paul Jones (DD-230 / AG–120) est un destroyer de classe Clemson mis en service dans l'United States Navy au début des années 1920.

## Historique
Troisième navire à porter le nom de Paul Jones, en l'honneur de l'officier de marine écossais, le navire est mis sur cale le 23 décembre 1919 par William Cramp and Sons à Philadelphie, il est lancé le 30 septembre 1920; parrainé par Mlle Ethel Bagley, et mis en service le 19 avril 1921.
Après ses essais, le Paul Jones rejoint l'Atlantic Fleet pour des manœuvres, des entraînements et des opérations côtières jusqu'à son transfert dans le Pacifique en 1923. Il traversa le Pacifique et rejoignit l'Asiatic Fleet pour protéger les intérêts américains dans la poudrière qu'est l'Extrême-Orient. Le Paul Jones participa à des patrouilles dans le fleuve Yangtsé et fut affecté à d'autres tâches de patrouille le long de la côte de la Chine, tout en effectuant des voyages occasionnels à destination et en provenance de Manille.
En tant que vaisseau amiral du 29e escadron de destroyers de l'Asiatic Fleet, il reçut la nouvelle de l'attaque sur Pearl Harbor le 8 décembre 1941 à Tarakan (Bornéo), où il fut immédiatement dépêché pour son action. Il patrouilla avec les Marblehead, Stewart, Barker, et Parrott dans le détroit de Macassar jusqu'à la fin de décembre tout en agissant comme piquet radar dans les environs du détroit de Lombok et du port de Soerabaja, à Java.
Ses premiers ordres de guerre consistaient à contacter les unités navales hollandaises pour obtenir des instructions sur la recherche d'un sous-marin en mer de Java, qui aurait coulé le navire néerlandais Langkoens, et prendre en charge les survivants sur l'île de Bawean. Le Paul Jones fut incapable de localiser le sous-marin, mais il sauva néanmoins les membres d'équipage néerlandais. Le 9 janvier 1942, après qu'un autre sous-marin japonais eut coulé un deuxième navire marchand néerlandais, le Paul Jones sauva 101 hommes dérivants dans des canots de sauvetage. En compagnie du HNMS Van Gent, il secourut le 12 janvier le cargo Liberty, abandonné par l'armée américaine. Il rejoignit une force composée des navires John D. Ford, Pope, Parrott, Marblehead et Boise, espérant intercepter un grand convoi ennemi vers le sud en direction de Balikpapan. Dans le détroit de Macassar, le Boise heurta un rocher et dut faire demi-tour. Le Marblehead, qui ne peut filer qu'à quinze nœuds à la suite d'une avarie de turbine, couvrit néanmoins les quatre destroyers Pope, Parrott, Paul Jones, et John D. Ford qui attaquèrent vers minuit le 24 janvier 1942, un convoi japonais mouillé au large de Balikpapan, coulant quatre transports et un patrouilleur avec un seul destroyer légèrement endommagé. Les seules victimes furent quatre membres d'équipage blessés du John D. Ford. Les Japonais subirent de lourdes pertes à cause des attaques de torpilles lancées par les destroyers, qui firent des allers-retours dans la formation du convoi.
Le 5 février, le Paul Jones rencontra le SS Tidore au large de l'île de Sumbawa pour l'escorter vers Timor. Peu de temps après leur jointure, ils furent attaqués par trois groupes distincts de bombardiers japonais. Le Paul Jones réussit à esquiver environ 20 bombes, mais le Tidore s'échoua et fut complètement détruit. Quinze membres d'équipage furent secouru sur un bateau de sauvetage, cinq du navire en détresse et six autres sur les plages. Le Paul Jones se dirigea ensuite vers Java.
Les unités navales australiennes, britanniques, hollandaises et américaines sous commandement conjoint (ABDACOM) commencent le 24 février à rechercher des forces de surface ennemies qui pourraient tenter de débarquer dans la région de Java, tout faisant opposition aux forces navales japonaises. Ils rencontrèrent une force de couverture dans l'après-midi du 27 février et les Alliés ouvrirent le feu, débute alors la bataille de la mer de Java. À 18 h 21, après avoir dépensé ses torpilles et n'ayant quasiment plus de carburant, le destroyer se retira à Soerabaja. Le lendemain matin, le Paul Jones et les trois destroyers américains quittèrent Soerabaja pour l'Australie. En route, ils réussirent à distancer trois destroyers ennemis qui gardaient le détroit de Bali et arrivèrent à Freemantle le 4 mars.
Après des réparations à Fremantle et Melbourne, le Paul Jones navigue le 12 mai pour San Francisco, qu'il atteint le 29 juin. Il fut alors assigné à l'escorte des convois entre la Californie et Pearl Harbor jusqu'à la fin de mars de 1943.
En compagnie du Parrott et Barker, le Paul Jones quitta San Francisco le 30 mars, passa le canal de Panama le 6 mai et se rendit à New York, où il commença le 28 mai à escorter des convois entre les ports nord-africains et les États-Unis.
Il fut affecté à l'escorte de convois jusqu'en avril 1944, date à laquelle le destroyer fut effectua temporairement des patrouille anti-sous-marine au large de la baie de Chesapeake avant d'escorter des convois dans plusieurs ports du Royaume-Uni. À partir du 9 novembre 1944, il servit de navire-école pour les sous-marins nouvellement mis en service à Balboa, dans la zone du canal. Les exercices se terminèrent le 6 avril 1945 à New York. Il rejoignit ensuite un Task Group composé de pétroliers et de destroyers, ravitaillant des escortes de convois est et ouest entre Horta et Casablanca.
Le Paul Jones amarra à Norfolk le 11 juin et fut affecté comme destroyer de garde d'avion pour le Lake Champlain jusqu'au 4 août, avant de naviguer vers la baie de Guantanamo pour retourner à Norfolk en vue de sa mise en réserve. Il fut reclassé comme auxiliaire auxiliaire AG-120 le 30 juin 1945.
En octobre, il fut assigné au commandant du 5e district naval à des fins administratives. Désarmé le 5 novembre 1945, il fut rayé du Naval Vessel Register le 28 novembre 1945 et vendu le 5 octobre 1947 à la société Northern Metal Co. de Norfolk, en Virginie, qui l'a mise au rebut en avril 1948.

## Décorations
Le Paul Jones a reçu deux battle stars pour son service dans la Seconde Guerre mondiale.